# Hotel Rusischer Hof
Hotel Rusischer Hof – hotel wybudowany w XIX wieku w Katowicach, przy ulicy Pocztowej 16.

## Historia
Pierwsze informacje odnotowano w dokumentacji Policji Budowlanej miasta Katowice pod koniec lat 70. XIX w. Ujawniały one właścicieli pierwszej zabudowy (Abrahama Scholza i S. Goldmanna). Następny zapis, z 1892 roku, zawierał informację o zmianie właściciela na rodzinę Cohn. W 1893 roku zgłoszono Policji Budowlanej projekt dokumentacji przebudowy, a właściwie budowy „Hotelu zur Post”. W 1899 roku właścicielem hotelu „Rusischer Hof” był Max Sachs. Kolejna dokumentacja przebudowy pojawiła się 13 lipca 1904 roku, na zlecenie nowego właściciela, Hermana Schmarsela, następne dwie w 1906 i 1908 roku. Przebudowa trwała 1908.
12 października 1919 do Policji Budowlanej wpłynęło pismo o zamiarze adaptacji zamkniętego po wojnie hotelu na potrzeby „Banku Przemysłowców”. Przez liczne wydarzenia historyczne, Zarząd Policji Budowlanej dopiero w 1923 roku wyraził zgodę na przebudowę parteru i I piętra oraz umieszczenia na elewacji liternictwa.
W 1936 roku użytkownikiem nowego hotelu została firma „Schenker i S-ka”. Zgodę na umieszczenie na elewacji nazwy uzyskała 18 kwietnia 1936 roku.
W okresie okupacji hitlerowskiej budynek przejęły władze Katowic. W 1942 użytkownikiem była firma związana z budownictwem, należąca do Paula Zimmermanna.
Po II wojnie światowej dawny hotel pozostał w zarządzie miasta, jako budynek biurowo-usługowy. 14 stycznia 2013 roku budynek zajęła katowicka redakcja „Dziennika Zachodniego”, Biuro Ogłoszeń „Dziennika”. W budynku znajduje się również oddział Towarzystwa Przyjaciół Dzieci.

## Wyposażenie
Na parterze hotelu mieściły się recepcja, restauracja i zaplecze kuchenne, na piętrach pokoje i sale imprezowe z garderobami.